# Franziskanerinnenkloster Landshut

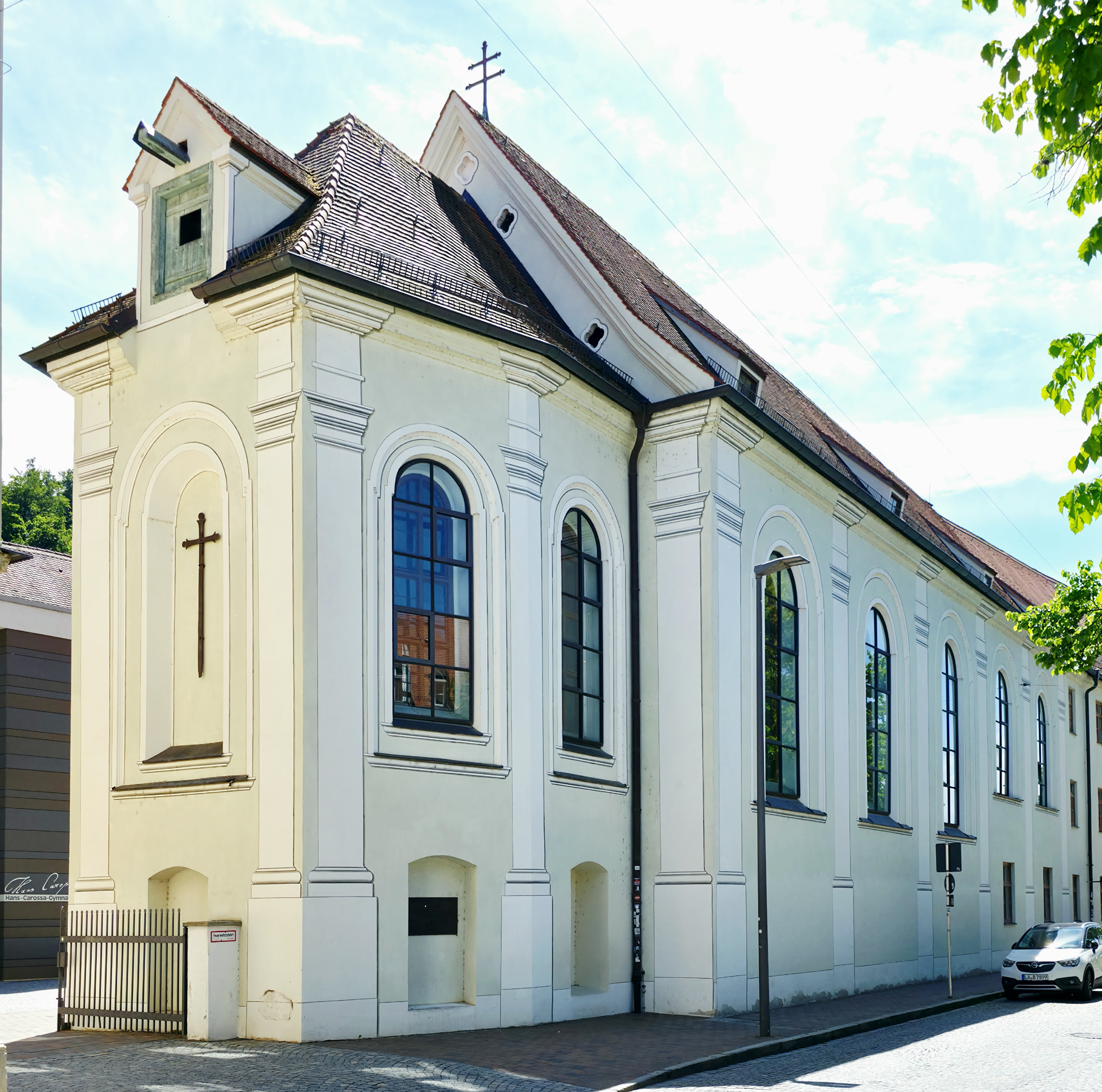
Ehem. Klosterkirche der Franziskanerinnen, heute Aula des Hans-Carossa-Gymnasiums

Ehemaliges Konventgebäude

Das Franziskanerinnenkloster Heilig Kreuz in der Landshuter Freyung ist ein ehemaliges Kloster der Franziskanerinnen in der Landshuter Freyung in Niederbayern im Erzbistum München und Freising.

## Geschichte
Das Kloster im Stadtteil Freyung wurde um 1480 von Herzog Ludwig dem Reichen gestiftet und 1802 im Zuge der Säkularisation in Bayern aufgehoben. Die heute noch bestehenden Klostergebäude einschließlich der ehemaligen Klosterkirche wurden von 1698 bis 1701 unter Philipp Plank, einem Laienbruder des Franziskanerordens, im barocken Stil erbaut.
Nach der Aufhebung des Klosters wurde in den Räumlichkeiten zunächst das von Herzog Georg dem Reichen gestiftete und nach ihm benannte Priesterseminar „Georgianum“ der Universität Landshut untergebracht. Dieser Zustand währte jedoch nur, bis 1826 die Universität nach München verlegt wurde. Seit 1839 ist im ehemaligen Klostergebäuden – und inzwischen auch in einigen umliegenden Gebäuden – das Hans-Carossa-Gymnasium (gegründet 1629) untergebracht. Die ehemalige Klosterkirche wird heute als Schulaula genutzt. Nach der Aufhebung des Klosters war sie 1807 profaniert worden und es wurde eine Zwischendecke eingezogen, um mehr Raum für den Unterrichtsbetrieb des Priesterseminars zu schaffen. Erst 1957 wurde der ursprüngliche Zustand wiederhergestellt, auch die Asamfresken wurden zu diesem Zeitpunkt wieder freigelegt.

## Beschreibung
Die Kirche ist entsprechend den Ordensregeln schlicht gehalten. Es handelt sich um einen einschiffigen Saalbau mit Stichkappentonne und deutlich eingezogenem Chor. Der Wessobrunner Stuck stammt aus der Werkstatt des Johann Schmuzer und von Francesco Mazzari aus Como; die sechs Deckenfresken – bezugnehmend auf das Heilig-Kreuz-Patrozinium – hat Hans Georg Asam, der Vater der berühmten Brüder Asam, angefertigt. Vom frühen Hochaltar ist nur das frühere Altarblatt mit einer Darstellung der Kreuzigung Christi vom Münchner Maler Andreas Wolff erhalten. Die Seitenaltäre sind dagegen verschollen, an ihrer Stelle befinden sich seit 1957 zwei Ölgemälde, rechts des Chores eine „Maria im Ährenkleid“ von 1519, links ein „Christus Salvator“.